# ルネ・ドーマル
ルネ・ドーマル（René Daumal, 1908年3月16日 - 1944年5月21日）は、フランスの著作家、哲学者、詩人。

## 生涯
アルデンヌ県ブルジクールで生まれた。10代後半にアヴァンギャルドな詩がフランスの有力紙に発表され、20代の初めにはアンドレ・ブルトンに誘われてだが、「Phrères simplistes」として知られていた3人の友人たち（ロジェ・ヴァイヤン、ロジェ・ジルベール＝ルコント、ヨゼフ・シーマ ）と共同でシュルレアリスムやダダイスムに対抗してパタフィジックの文芸雑誌「Le Grand Jeu」を設立した（1928年）。
ドーマルは独学でサンスクリットを学び、仏教の三蔵をフランス語に翻訳した。また、日本の禅学者、鈴木大拙の本も訳している。
ドーマルは詩人Hendrik Kramerの前妻だったヴェラ・ミラノワと結婚した。ドーマルの死後、ヴェラは環境デザイナーのラッセル・ペイジ（Russell Page）と再婚した。
1944年5月21日、ドーマルはパリで結核のため死去した。死ぬその日まで書き続けていた『類推の山』は1952年に出版された。

## 作品
ドーマルの作品で世界的に知られているのは、『大いなる酒宴』（1938年）と、アレゴリカルな小説『類推の山』である。両作ともG・I・グルジエフの弟子であるアレクサンドル・ド・サルツマンとの友情に基づいたものだった。『類推の山』はアレハンドロ・ホドロフスキーの映画『ホーリー・マウンテン』（1973年）の原作となった。

### 作品リスト
（年は出版年）
- Le Contre-Ciel（1936年）
- 大いなる酒宴 La Grande beuverie（1938年）- 日本語訳：谷口亜沙子（風濤社、シュルレアリスムの本棚）
- 類推の山（Le Mont Analogue）（1952年） - 日本語訳：巖谷國士（白水社、河出文庫）
- Tu t'es toujours trompé（1970年）
- Bharata, l’origine du théâtre. La Poésie et la Musique en Inde（1970年）
- Essais et Notes, tome 1 : L'Évidence absurde（1972年）
- Essais et Notes, tome 2 : Les Pouvoirs de la Parole（1972年）
- Mugle（1978年）
- René Daumal ou le retour à soi（1981年）
- La Langue sanskrite（1985年）
- Fragments inédits (1932-33). Première étape vers la Grande beuverie（1996年）
- Chroniques cinématographiques (1934). Aujourd'hui（2004年）
- Correspondance, tome 1 : 1915-1928（1992年）
- Correspondance, tome 2 : 1929-1932（1993年）
- Correspondance, tome 3 : 1933-1944（1996年）
- Je ne parle jamais pour ne rien dire. Lettres à A. Harfaux（1994年）

## 和訳
- 『類推の山』巌谷国士訳、河出文庫（新版）、1996、ISBN 978-4309461564
  - 『空虚人と苦薔薇の物語』風濤社、2014。建石修志画
- 『大いなる酒宴』谷口亜沙子訳、シュルレアリスムの本棚：風濤社、2013、ISBN 978-4-89219-368-2